# Egyptens nittonde dynasti
Egyptens nittonde dynasti varade omkring 1290–1190 f.Kr. (enligt den låga kronologin). Dynastin räknas till det Nya riket i det forntida Egypten. Den mest välkända av den nittonde dynastins faraoner var Ramses II. Faraonerna lät uppföra sina klippgravar och gravtempel i Thebe, men styrde huvudsakligen från huvudstäderna Memfis och Pi-Ramses i Nedre Egypten. Dynastin tog slut när Seti II:s änkedrottning Twosret blev avsatt av Setnakhte.
Den nittonde dynastin var en familj från östra Nildeltat som övertog makten när den föregående dynastin dog ut. Faraonerna Seti I och Ramses II fortsatte Egyptens expansiva utrikespolitik vilket ledde till konflikter med framförallt hettiterna tills ett fredsfördrag slöts. Några av de största tempelbyggena i Egyptens historia genomfördes under deras regeringstid; i Abu Simbel, Abydos, Avaris (den nya huvudstaden Pi-Ramses), Memfis och ett flertal projekt i Thebe; begravningstemplen Ramesseum och Qurna, nya delar av Karnak- och Luxortemplet, samt ståtliga klippgravar i Konungarnas dal. Guden Seth, vars kultcentrum låg i östra Nildeltat gavs ökade betydelse och från denna tid finns en av de äldsta myterna om kampen mellan Horus och Seth bevarade i Chester Beatty-papyrusen.
| Födelsenamn | Tronnamn                | Regeringstid    |
| ----------- | ----------------------- | --------------- |
| Ramses I    | Menpehtyra              | 1295–1294 f.Kr. |
| Seti I      | Menmaatra               | 1294–1279 f.Kr. |
| Ramses II   | Usermaatra-setepenra    | 1279–1213 f.Kr. |
| Merneptah   | Baenra-merynetjeru      | 1213–1203 f.Kr. |
| Amenmesse   | Menmira-setepenra       | 1203–1200 f.Kr. |
| Seti II     | Userkheperura-setepenra | 1200–1194 f.Kr. |
| Siptah      | Akhenra-setepenra       | 1194–1188 f.Kr. |
| Twosret     | Sitra-meryamen          | 1188–1186 f.Kr. |